# Космічна політика Сполучених Штатів
Космічна політика Сполучених Штатів включає як формування космічної політики через законодавчий процес, так і реалізацію цієї політики в цивільних і військових космічних програмах Сполучених Штатів через регулюючі органи. Рання історія космічної політики Сполучених Штатів пов’язана з американсько-радянською космічною гонкою 1960-х років, яка поступилася місцем програмі Space Shuttle. На даний момент космічна політика США спрямована на дослідження Місяця і подальшу колонізацію Марса.

## Інтернет-ресурси
- Space Policy Directive 1
- Space Policy Directive 2
- Space Policy Directive 3
- Space Policy Directive 4
- Space Policy Directive 5
- Space Policy Directive 6